# Vintergrøn (botanik)
 For alternative betydninger, se Vintergrøn. (Se også artikler, som begynder med Vintergrøn)
En plante er vintergrøn, når den beholder de grønne blade vinteren over, men fælder dem i forbindelse med løvspring næste forår. De vintergrønne planter danner en overgangsform mellem de løvfældende og de stedsegrønne.
Vintergrønne planter beholder bladene ca. et år, men bliver løvfældende, hvis vinteren bliver for kold. Under normale forhold taber den type planter de gamle blade om foråret.

## Eksempler på vintergrønne planter
- Rød Påskeklokke (Helleborus orientalis ssp. abchasicus)
- Blå Anemone (Hepatica nobilis)
- Almindelig Liguster (Ligustrum vulgare)